# 郜氏 (朱元璋)
郜氏（？—？），明太祖朱元璋的后宫，只知她在洪武九年（1376年）生下了皇十四子朱楧，即肅莊王。
《明史》记，郜氏“无名号”，原因不详。她的生卒年不詳，可能死於洪武帝之前，也可能在洪武帝死的時候被殉葬。